# Seznam lausannsko-ženevsko-fribourských biskupů
Toto je seznam biskupů Diecéze lausannsko-ženevsko-fribourské.

## Biskupové ve Vindonisse (Windisch) aAventicu(Avenches)
- 517-535 Bubulcus
- 535-549 Grammatius
- od 574 Svatý Marius z Avenches, v roce 581 přenáší sídlo do Lausanne

## Biskupové lausannští (581-1821)
- 581-594 Svatý Marius z Avenches
- 639-654 Arricus
- 652 Svatý Protasius z Lausanne
- 670 Chilmegiselus
- 690 Udalricus (Oldřich)
- 814-825 Fredarius
- 827-850David
- 852-878 Hartmannus
- 878-892 Hieronimus
- 892-927 Boso
- 927-932 Libo
- 932-947 Bero
- 947-968 Magnerius
- 968-985 Eginolfus
- 985-1018 Jindřich Burgundský
- 1018-1037 Hugo Burgundský
- 1039-1051/56 Henri de Lenzbourg
- 1056-1089 Burcard d'Oltigen (Burchard)
- 1089-1090 Lambert de Grandson
- 1090-1103/07 Conon de Fenis
- 1105-1126/34 Gérold de Faucigny
- 1134-1143 Guy de Maligny (de Marlaniaco)
- 1145-1159 Amédée de Clermont
- 1160-1174 Landri de Durnes
- 1178-1212 Roger de Vico Pisano
- 1212-1220 Berthold de Neuchâtel
- 1220-1221 Gérard de Rougemont
- 1221-1229 Guillaume d'Ecublens
- 1229-1231 Petr II. Savojský (administrátor)
- 1231-1239 Svatý Bonifác z Bruselu
- 1240 - volba dvou biskupů, papež roku 1241 rozhoduje pro Jeana de Cossonay
- 1240-1241 Filip I. Savojský
- 1240-1273 Jean de Cossonay
- 1273-1301 Guillaume de Champvent
- 1302-1309 Gérard de Vuippens
- 1309-1312 Othon de Champvent
- 1313-1323 Pierre d'Oron
- 1323-1341 Jean de Rossillon
- 1341-1342 Jean de Bertrand
- 1342-1347 Geoffroi de Vayrols
- 1347-1354 François Prévost (Proust)
- 1355-1375 Aymon de Cossonay
- 1375-1394 Guy de Prangins
- 1394-1394 Aymon Séchal (administrátor)
- 1394-1406 Guillaume de Menthonay
- 1406-1431 Guillaume de Challant
- 1431-1433 Louis de la Palud
- 1433-1440 Jean de Prangins
- 1440-1461 Georges de Saluces
- 1462-1466 Guillaume de Varax
- 1466-1468 Jean Michel
- 1469-1472 Barthélémy Chuet (administrátor)
- 1472-1473 Giuliano della Rovere
- 1476-1491 Benoît de Montferrand
- 1491-1517 Aymon de Montfalcon
- 1517-1536 Sébastien de Montfalcon

### Lausannští biskupové v exilu (1536-1609)
- 1536-1560 Sébastien de Montfalcon
- 1560-1561 Claude-Louis Alardet
- 1562-1598 Antoine de Gorrevod
- 1600-1607 Jean Doroz
- 1607-1610 sede vacante

### Biskupové lausannští v letech 1609-1814
- 1610-1649 Jean de Watteville OCist
- 1652-1658 Jost Knab
  - 1658-1662 Henri Fuchs (apoštolský administrátor sede vacante)
- 1662-1684 Jean-Baptiste de Strambino OFM
- 1688-1707 Pierre de Montenbach
- 1707-1716 Jacques Duding
- 1716-1745 Claude-Antoine Duding
- 1746-1758 Joseph-Hubert de Boccard
- 1758-1782 Joseph-Nicolas de Montenach
- 1782-1795 Bernard-Emmanuel de Lenzbourg OCist
- 1796-1803 Jean-Baptiste d'Odet
- 1804-1814 Joseph-Antoine Guisolan OFM Cap.

## Biskupové lausannsko-ženevští (1821-1924)
- 1815–1845 Pierre-Tobie Yenni
- 1846–1879 Etienne Marilley
- 1879–1882 Christophore Cosandey
- 1883–1891 Gaspard Mermillod
- 1891–1911 Joseph Déruaz
- 1911–1915 André-Maurice Bovet
- 1915–1920 Placide Colliard

## Biskupové lausannsko-ženevsko-fribourští (od 1924)
- 1920–1945 Marius Besson
- 1945–1970 François Charrière
- 1970–1995 Pierre Mamie
- 1995–1998 Amédée Grab OSB
- 1999–2010 Bernard Genoud
- od 2011 Charles Morerod OP